# Pacte Fiscal Europeu

Països membres del MES:
Membres de la zona euro
Membres del Sistema Monetari Europeu
Altres membres de la UE
Membres de la UE que no ha signat el tractat

El Pacte fiscal europeu, formalment Tractat d'Estabilitat, Coordinació i Gobernanza a la Unió Econòmica i Monetària o Tractat d'Estabilitat Fiscal,) és un acord signat el 2 de març 2012 per 25 estats membres de la Unió Europea (UE).
Conté un conjunt de regles, nomenades «regles d'or», que són vinculants en la UE per al principi d'equilibri pressupostari. Tots els estats membres de la Unió Europea van signar el tractat el 2 març de 2012 amb l'excepció de Gran Bretanya i la República Txeca. El tractat va entrar en vigor l'1 de gener de 2013 per als 16 estats que van completar la ratificació abans d'aquesta data: Àustria, Xipre, Alemanya, Dinamarca, Estònia, Espanya, França, 
Grècia, Itàlia, Irlanda, Lituània, Letònia, Portugal, Romania, Eslovènia i Finlàndia.

## Història
La majoria dels Estats membres de la Unió Europea participen en la Unió monetària i econòmica (UME), basada en la moneda única, l'euro, però la majoria de les decisions sobre impostos i despesa pública continuen sent responsabilitat dels governs nacionals. El control sobre la política fiscal ha estat tradicionalment considerada com a fonamental per a la sobirania nacional, i ara, en essència, no és una unió fiscal entre estats independents.
La UE així i tot, ha limitat els poders en matèria tributària relatius a la determinació de l'IVA i els índexs de comerç exterior i l'establiment d'un pressupost anual de diversos milers de milions d'euros. Solament per coordinar les polítiques fiscals dels Estats membres de la zona euro vigeix el Pacte d'estabilitat i creixement. Una més gran integració en termes de política fiscal, si més no entre els països de la zona euro és considerat com el pròxim pas a la integració europea i la solució necessària per superar la crisi del deute sobirà. Juntament amb la UME l'impost donaria lloc a una més gran integració econòmica. A la primavera de 2010 Alemanya va instar a altres Estats a endurir les normes sobre l'assoliment d'un pressupost equilibrat: això implica una rigorosa aplicació del requisit de la relació dèficit / PIB inferior al 3%. Al final de 2010 de les propostes d'esmena es van avançar el Pacte d'Estabilitat i Creixement per tal d'enfortir la coordinació de les polítiques fiscals. Al febrer de 2011, Alemanya i França van proposar el pacte de competitivitat, orientat a enfortir la coordinació econòmica a la zona euro, aquesta proposta va estar aprovada per Espanya. La canceller alemanya, Angela Merkel, diversos ministres de Finances europeus i el president del Banc Central Europeu van donar suport a la idea d'una unió fiscal.
Al març 2011 es va proposar una nova reforma del Pacte d'Estabilitat i Creixement, orientat a sancions automàtiques per als que violen els paràmetres relatius al 3% de dèficit / PIB al 60% en la ràtio de deute / PIB. Àngela Merkel va insistir que la Comissió Europea i Tribunal de Justícia tenen un paper important en el control de garantir el compliment de les obligacions dels països. L'any 2011 Alemanya, França i d'altres països més petits de la Unió Europea van fer un pas més cap a la unió fiscal de la zona euro amb unes normes pressupostàries molt estrictes i sancions automàtiques per a aquells que no respectin aquests paràmetres.
El 9 de desembre 2011 al Consell Europeu, els 17 membres de la zona euro es van posar d'acord sobre les línies bàsiques del Tractat de l'estabilitat fiscal que reforcen els paràmetres relatius al dèficit / PIB i deute / PIB, i la introducció de sancions automàtiques per als qui els violin.
Després de sol·licitar una opinió dels seus respectius parlaments, els països que no havien adoptat l'euro van dir que estaven disposats a participar, amb l'excepció de Gran Bretanya. Originàriament els líders de la UE creien que era hora de canviar els tractats existents, però aquesta solució es va trobar amb el vet de Gran Bretanya, qui va demanar que la ciutat de Londres fos exclosa de la regulació dels mercats financers i l'aplicació de l'impost sobre les transaccions financeres.
Després d'alguns mesos de negociacions, el 30 de gener de 2012 el Consell Europeu, amb l'excepció de Gran Bretanya i la República Txeca, va aprovar el nou pacte del Tractat d'Estabilitat, Coordinació i Gobernanza.
A la fi de febrer, el cap de govern d'Irlanda, Enda Kenny, va anunciar que el seu país tenia la intenció de convocar un referèndum per a la ratificació del Pacte fiscal Europeu.
El nou tractat entrarà en vigor quan hagi estat ratificat per almenys 12 dels països en qüestió a partir de l'1 de gener de 2013. Cada país, després de la ratificació del Tractat, tindrà fins a l'1 de gener de 2014 per introduir les regles d'equilibri pressupostari a la legislació nacional. Solament els països que hagin introduït aquesta norma l'1 de març 2014 podran obtenir els préstecs del Mecanisme Europeu d'Estabilització.

## Contingut
Els principals punts continguts als 16 articles del Tractat són: [11]
- el compromís de tenir un dèficit públic estructural que no excedeixi del 0,5% del PIB, i per als països que el deute públic dels quals és inferior al 60% del PIB, l'1%;
- l'obligació dels països amb un deute públic superior al 60% del PIB a caure dintre d'aquest límit en 20 anys, a una taxa equivalent a la vintena part de l'excés en cada anualitat;
- l'obligació per a cada Estat de garantir les correccions automàtiques de les dates de venciment quan no sigui capaç d'assolir els objectius fiscals de l'acord aconseguit;
- el compromís d'inserir les noves normes en el reglament constitucional o en la legislació nacional, i això serà verificat pel Tribunal de Justícia Europea;
- l'obligació de mantenir el dèficit públic, sempre per sota el 3% del PIB, com exigeix el Pacte d'Estabilitat i Creixement, altrament donarà lloc a les sancions semiautomàtiques;